# Europees kampioenschap voetbal mannen onder 19 - 2009 (kwalificatie)
De kwalificatie voor het Europees kampioenschap voetbal voor mannen onder 19 jaar van 2009 werd gespeeld tussen 2 oktober 2008 en 10 juni 2009. Er zouden in totaal zeven landen kwalificeren voor het eindtoernooi dat in juli 2009 heeft plaatsgevonden in Oekraïne. Spelers die geboren zijn na 1 januari 1990 mochten deelnemen. Oekraïne hoefde geen kwalificatiewedstrijden te spelen, dit land was als gastland automatisch gekwalificeerd. In totaal deden er 52 landen van de UEFA mee.

## Gekwalificeerde landen
| # | Land        | Gekwalificeerd als          | Beste prestatie                     |
| - | ----------- | --------------------------- | ----------------------------------- |
| 1 | Oekraïne    | Gastland                    | Halve finale (2004)                 |
| 2 | Servië      | Eliteronde: Winnaar groep 1 | Halve finale (2005)                 |
| 3 | Slovenië    | Eliteronde: Winnaar groep 2 | Debuut                              |
| 4 | Turkije     | Eliteronde: Winnaar groep 3 | Tweede (2004)                       |
| 5 | Zwitserland | Eliteronde: Winnaar groep 4 | Halve finale (2004)                 |
| 6 | Frankrijk   | Eliteronde: Winnaar groep 5 | Kampioen (2005)                     |
| 7 | Engeland    | Eliteronde: Winnaar groep 6 | Tweede (2005)                       |
| 8 | Spanje      | Eliteronde: Winnaar groep 7 | Kampioen (2002, 2004, 2006 en 2007) |

## Kwalificatieronde

### Groep 1
De wedstrijden werden gespeeld tussen 20 oktober en 25 oktober in Hongarije.
| Pos | Team         | Wed | W | G | V | Ptn | DV | DT | +/− | Kwalificatie              |   | SCO | HUN | AZE | SMR |
| --- | ------------ | --- | - | - | - | --- | -- | -- | --- | ------------------------- | - | --- | --- | --- | --- |
| 1   | Schotland    | 3   | 2 | 1 | 0 | 7   | 10 | 1  | +9  | Geplaatst voor eliteronde |   | —   | 1–0 | 1–1 | 8–0 |
| 2   | Hongarije    | 3   | 2 | 0 | 1 | 6   | 7  | 1  | +6  | Geplaatst voor eliteronde |   | —   | —   | 1–0 | 6–0 |
| 3   | Azerbeidzjan | 3   | 1 | 1 | 1 | 4   | 6  | 2  | +4  |                           |   | —   | —   | —   | 5–0 |
| 4   | San Marino   | 3   | 0 | 0 | 3 | 0   | 0  | 19 | −19 |                           | — | —   | —   | —   |     |

### Groep 2
De wedstrijden werden gespeeld tussen 5 oktober en 10 oktober in Estland.
| Pos | Team       | Wed | W | G | V | Ptn | DV | DT | +/− | Kwalificatie              |   | BEL | EST | CRO | KAZ |
| --- | ---------- | --- | - | - | - | --- | -- | -- | --- | ------------------------- | - | --- | --- | --- | --- |
| 1   | België     | 3   | 2 | 1 | 0 | 7   | 9  | 3  | +6  | Geplaatst voor eliteronde |   | —   | 5–0 | 2–2 | 2–1 |
| 2   | Estland    | 3   | 2 | 0 | 1 | 6   | 6  | 7  | −1  | Geplaatst voor eliteronde |   | —   | —   | 4–1 | 2–1 |
| 3   | Kroatië    | 3   | 1 | 1 | 1 | 4   | 7  | 6  | +1  |                           |   | —   | —   | —   | 4–0 |
| 4   | Kazachstan | 3   | 0 | 0 | 3 | 0   | 2  | 8  | −6  |                           | — | —   | —   | —   |     |

### Groep 3
De wedstrijden werden gespeeld tussen 2 oktober en 7 oktober in Moldavië.
| Pos | Team     | Wed | W | G | V | Ptn | DV | DT | +/− | Kwalificatie              |   | RUS | LAT | ITA | MDA |
| --- | -------- | --- | - | - | - | --- | -- | -- | --- | ------------------------- | - | --- | --- | --- | --- |
| 1   | Rusland  | 3   | 3 | 0 | 0 | 9   | 5  | 0  | +5  | Geplaatst voor eliteronde |   | —   | 2–0 | 1–0 | 2–0 |
| 2   | Letland  | 3   | 1 | 1 | 1 | 4   | 3  | 4  | −1  | Geplaatst voor eliteronde |   | —   | —   | 2–2 | 1–0 |
| 3   | Italië   | 3   | 0 | 2 | 1 | 2   | 4  | 5  | −1  |                           |   | —   | —   | —   | 2–2 |
| 4   | Moldavië | 3   | 0 | 1 | 2 | 1   | 2  | 5  | −3  |                           | — | —   | —   | —   |     |

### Groep 4
De wedstrijden werden gespeeld tussen 21 november en 26 november in Malta.
| Pos | Team          | Wed | W | G | V | Ptn | DV | DT | +/− | Kwalificatie              |   | FRA | IRL | MLT | LIE |
| --- | ------------- | --- | - | - | - | --- | -- | -- | --- | ------------------------- | - | --- | --- | --- | --- |
| 1   | Frankrijk     | 3   | 3 | 0 | 0 | 9   | 9  | 0  | +9  | Geplaatst voor eliteronde |   | —   | 2–0 | 3–0 | 4–0 |
| 2   | Ierland       | 3   | 2 | 0 | 1 | 6   | 3  | 2  | +1  | Geplaatst voor eliteronde |   | —   | —   | 2–0 |     |
| 3   | Malta         | 3   | 0 | 1 | 2 | 1   | 1  | 6  | −5  |                           |   | —   | —   | —   | 1–1 |
| 4   | Liechtenstein | 3   | 0 | 1 | 2 | 1   | 1  | 6  | −5  |                           | — | —   | —   | —   |     |

### Groep 5
De wedstrijden werden gespeeld tussen 10 oktober en 15 oktober in Slovenië.
| Pos | Team      | Wed | W | G | V | Ptn | DV | DT | +/− | Kwalificatie              |  | NOR | SLO | SVK | ARM |
| --- | --------- | --- | - | - | - | --- | -- | -- | --- | ------------------------- |  | --- | --- | --- | --- |
| 1   | Noorwegen | 3   | 2 | 0 | 1 | 6   | 5  | 3  | +2  | Geplaatst voor eliteronde |  | —   | 4–2 | 0–1 | 1–0 |
| 2   | Slovenië  | 3   | 2 | 0 | 1 | 6   | 7  | 6  | +1  | Geplaatst voor eliteronde |  | —   | —   | 2–0 | 3–2 |
| 3   | Slowakije | 3   | 2 | 0 | 1 | 6   | 4  | 3  | +1  | Geplaatst voor eliteronde |  | —   | —   | —   | 3–1 |
| 4   | Armenië   | 3   | 0 | 0 | 3 | 0   | 3  | 7  | −4  |                           |  | —   | —   | —   | —   |

### Groep 6
De wedstrijden werden gespeeld tussen 9 oktober en 14 oktober in Duitsland.
| Pos | Team      | Wed | W | G | V | Ptn | DV | DT | +/− | Kwalificatie              |   | GER | NED | LTU | LUX |
| --- | --------- | --- | - | - | - | --- | -- | -- | --- | ------------------------- | - | --- | --- | --- | --- |
| 1   | Duitsland | 3   | 3 | 0 | 0 | 9   | 10 | 1  | +9  | Geplaatst voor eliteronde |   | —   | 2–1 | 5–0 | 3–0 |
| 2   | Nederland | 3   | 2 | 0 | 1 | 6   | 8  | 5  | +3  | Geplaatst voor eliteronde |   | —   | —   | 4–1 | 3–2 |
| 3   | Litouwen  | 3   | 1 | 0 | 2 | 3   | 4  | 9  | −5  |                           |   | —   | —   | —   | 3–0 |
| 4   | Luxemburg | 3   | 0 | 0 | 3 | 0   | 2  | 9  | −7  |                           | — | —   | —   | —   |     |

### Groep 7
De wedstrijden werden gespeeld tussen 22 november en 27 november in Cyprus.
| Pos | Team       | Wed | W | G | V | Ptn | DV | DT | +/− | Kwalificatie              |   | DEN | CZE | GEO | CYP |
| --- | ---------- | --- | - | - | - | --- | -- | -- | --- | ------------------------- | - | --- | --- | --- | --- |
| 1   | Denemarken | 3   | 1 | 2 | 0 | 5   | 4  | 3  | +1  | Geplaatst voor eliteronde |   | —   | 0–0 | 2–2 | 2–1 |
| 2   | Tsjechië   | 3   | 1 | 2 | 0 | 5   | 2  | 1  | +1  | Geplaatst voor eliteronde |   | —   | —   | 1–0 | 1–1 |
| 3   | Georgië    | 3   | 0 | 2 | 1 | 2   | 2  | 3  | −1  |                           |   | —   | —   | —   | 0–0 |
| 4   | Cyprus     | 3   | 0 | 2 | 1 | 2   | 2  | 3  | −1  |                           | — | —   | —   | —   |     |

### Groep 8
De wedstrijden werden gespeeld tussen 11 oktober en 16 oktober in Macedonië.
| Pos | Team            | Wed | W | G | V | Ptn | DV | DT | +/− | Kwalificatie              |   | SWE | AUT | MKD | ISL |
| --- | --------------- | --- | - | - | - | --- | -- | -- | --- | ------------------------- | - | --- | --- | --- | --- |
| 1   | Zweden          | 3   | 1 | 2 | 0 | 5   | 8  | 4  | +4  | Geplaatst voor eliteronde |   | —   | 1–1 | 4–0 | 3–3 |
| 2   | Oostenrijk      | 3   | 1 | 2 | 0 | 5   | 6  | 3  | +3  | Geplaatst voor eliteronde |   | —   | —   | 2–2 | 3–0 |
| 3   | Noord-Macedonië | 3   | 1 | 1 | 1 | 4   | 3  | 6  | −3  |                           |   | —   | —   | —   | 1–0 |
| 4   | IJsland         | 3   | 0 | 1 | 2 | 1   | 3  | 7  | −4  |                           | — | —   | —   | —   |     |

### Groep 9
De wedstrijden werden gespeeld tussen 8 oktober en 13 oktober in Noord-Ierland.
| Pos | Team          | Wed | W | G | V | Ptn | DV | DT | +/− | Kwalificatie              |   | SRB | ENG | NIR | ALB |
| --- | ------------- | --- | - | - | - | --- | -- | -- | --- | ------------------------- | - | --- | --- | --- | --- |
| 1   | Servië        | 3   | 3 | 0 | 0 | 9   | 12 | 2  | +10 | Geplaatst voor eliteronde |   | —   | 4–1 | 3–1 | 5–0 |
| 2   | Engeland      | 3   | 2 | 0 | 1 | 6   | 7  | 5  | +2  | Geplaatst voor eliteronde |   | —   | —   | 3–1 | 3–0 |
| 3   | Noord-Ierland | 3   | 1 | 0 | 2 | 3   | 4  | 7  | −3  |                           |   | —   | —   | —   | 2–1 |
| 4   | Albanië       | 3   | 0 | 0 | 3 | 0   | 1  | 10 | −9  |                           | — | —   | —   | —   |     |

### Groep 10
De wedstrijden werden gespeeld tussen 20 oktober en 25 oktober in Bosnië-Herzegovina.
| Pos | Team                  | Wed | W | G | V | Ptn | DV | DT | +/− | Kwalificatie              |   | GRE | BIH | POL | MNE |
| --- | --------------------- | --- | - | - | - | --- | -- | -- | --- | ------------------------- | - | --- | --- | --- | --- |
| 1   | Griekenland           | 3   | 2 | 0 | 1 | 6   | 4  | 2  | +2  | Geplaatst voor eliteronde |   | —   | 1–2 | 2–0 | 1–0 |
| 2   | Bosnië en Herzegovina | 3   | 1 | 2 | 0 | 5   | 4  | 3  | +1  | Geplaatst voor eliteronde |   | —   | —   | 2–2 | 0–0 |
| 3   | Polen                 | 3   | 1 | 1 | 1 | 4   | 4  | 5  | −1  |                           |   | —   | —   | —   | 2–1 |
| 4   | Montenegro            | 3   | 0 | 1 | 2 | 1   | 1  | 3  | −2  |                           | — | —   | —   | —   |     |

### Groep 11
De wedstrijden werden gespeeld tussen 10 november en 15 november in Turkije.
| Pos | Team     | Wed | W | G | V | Ptn | DV | DT | +/− | Kwalificatie              |   | TUR | ROM | WAL | AND |
| --- | -------- | --- | - | - | - | --- | -- | -- | --- | ------------------------- | - | --- | --- | --- | --- |
| 1   | Turkije  | 3   | 3 | 0 | 0 | 9   | 9  | 1  | +8  | Geplaatst voor eliteronde |   | —   | 2–1 | 3–0 | 4–0 |
| 2   | Roemenië | 3   | 2 | 0 | 1 | 6   | 6  | 4  | +2  | Geplaatst voor eliteronde |   | —   | —   | 3–2 | 2–0 |
| 3   | Wales    | 3   | 1 | 0 | 2 | 3   | 8  | 6  | +2  |                           |   | —   | —   | —   | 6–0 |
| 4   | Andorra  | 3   | 0 | 0 | 3 | 0   | 0  | 12 | −12 |                           | — | —   | —   | —   |     |

### Groep 12
De wedstrijden werden gespeeld tussen 14 oktober en 19 oktober in Portugal.
| Pos | Team      | Wed | W | G | V | Ptn | DV | DT | +/− | Kwalificatie              |   | POR | FIN | ISR | BUL |
| --- | --------- | --- | - | - | - | --- | -- | -- | --- | ------------------------- | - | --- | --- | --- | --- |
| 1   | Portugal  | 3   | 2 | 1 | 0 | 7   | 6  | 1  | +5  | Geplaatst voor eliteronde |   | —   | 2–0 | 3–0 | 1–1 |
| 2   | Finland   | 3   | 2 | 0 | 1 | 6   | 5  | 4  | +1  | Geplaatst voor eliteronde |   | —   | —   | 2–1 | 3–1 |
| 3   | Israël    | 3   | 1 | 0 | 2 | 3   | 4  | 6  | −2  |                           |   | —   | —   | —   | 3–1 |
| 4   | Bulgarije | 3   | 0 | 1 | 2 | 1   | 3  | 7  | −4  |                           | — | —   | —   | —   |     |

### Groep 13
De wedstrijden werden gespeeld tussen 2 oktober en 7 oktober in Wit-Rusland.
| Pos | Team        | Wed | W | G | V | Ptn | DV | DT | +/− | Kwalificatie              |  | ESP | SUI | BLR | FAR |
| --- | ----------- | --- | - | - | - | --- | -- | -- | --- | ------------------------- |  | --- | --- | --- | --- |
| 1   | Spanje      | 3   | 2 | 0 | 1 | 6   | 9  | 2  | +7  | Geplaatst voor eliteronde |  | —   | 0–2 | 4–0 | 5–0 |
| 2   | Zwitserland | 3   | 2 | 0 | 1 | 6   | 6  | 3  | +3  | Geplaatst voor eliteronde |  | —   | —   | 1–2 | 3–1 |
| 3   | Wit-Rusland | 3   | 2 | 0 | 1 | 6   | 3  | 5  | −2  | Geplaatst voor eliteronde |  | —   | —   | —   | 1–0 |
| 4   | Faeröer     | 3   | 0 | 0 | 3 | 0   | 1  | 9  | −8  |                           |  | —   | —   | —   | —   |

### Ranking nummers 3
Bij de ranking werd gekeken naar de wedstrijden die de nummers drie in de poule speelden tegen de nummers 1 en 2 uit de groep. De wedstrijden tegen het land dat vierde eindigde werden dus niet meegerekend. De twee beste landen, Slowakije en Wit-Rusland, kwalificeerden zich voor de eliteronde.
| Grp | Team            | Wed | W | G | V | Ptn | DV | DT | +/− | Kwalificatie              |
| --- | --------------- | --- | - | - | - | --- | -- | -- | --- | ------------------------- |
| 5   | Slowakije       | 3   | 2 | 0 | 1 | 6   | 4  | 3  | +1  | Geplaatst voor eliteronde |
| 13  | Wit-Rusland     | 3   | 2 | 0 | 1 | 6   | 3  | 5  | −2  | Geplaatst voor eliteronde |
| 1   | Azerbeidzjan    | 3   | 1 | 1 | 1 | 4   | 6  | 2  | +4  |                           |
| 2   | Kroatië         | 3   | 1 | 1 | 1 | 4   | 7  | 6  | +1  |                           |
| 10  | Polen           | 3   | 1 | 1 | 1 | 4   | 4  | 5  | −1  |                           |
| 8   | Noord-Macedonië | 3   | 1 | 1 | 1 | 4   | 3  | 6  | −3  |                           |
| 11  | Wales           | 3   | 1 | 0 | 2 | 3   | 8  | 6  | +2  |                           |
| 12  | Israël          | 3   | 1 | 0 | 2 | 3   | 4  | 6  | −2  |                           |
| 9   | Noord-Ierland   | 3   | 1 | 0 | 2 | 3   | 4  | 7  | −3  |                           |
| 6   | Litouwen        | 3   | 1 | 0 | 2 | 3   | 4  | 9  | −5  |                           |
| 3   | Italië          | 3   | 0 | 2 | 1 | 2   | 4  | 5  | −1  |                           |
| 7   | Georgië         | 3   | 0 | 2 | 1 | 2   | 2  | 3  | −1  |                           |
| 4   | Malta           | 3   | 0 | 1 | 2 | 1   | 1  | 6  | −5  |                           |

## Eliteronde

### Groep 1
De wedstrijden vonden plaats tussen 12 mei en 17 mei 2009 in Servië.
| Pos | Team       | Wed | W | G | V | Ptn | DV | DT | +/− | Kwalificatie                     |   | SRB | FIN | AUT | HUN |
| --- | ---------- | --- | - | - | - | --- | -- | -- | --- | -------------------------------- | - | --- | --- | --- | --- |
| 1   | Servië     | 3   | 2 | 1 | 0 | 7   | 5  | 1  | +4  | Geplaatst voor het hoofdtoernooi |   | —   | −   | –   | –   |
| 2   | Finland    | 3   | 1 | 1 | 1 | 4   | 4  | 3  | +1  |                                  |   | —   | —   | –   | −   |
| 3   | Oostenrijk | 3   | 1 | 0 | 2 | 3   | 3  | 7  | −4  |                                  | — | —   | —   | −   |     |
| 4   | Hongarije  | 3   | 1 | 0 | 2 | 3   | 4  | 5  | −1  |                                  | — | —   | —   | —   |     |

### Groep 2
De wedstrijden vonden plaats tussen 4 juni en 9 juni 2009 in Slovenië.
| Pos | Team        | Wed | W | G | V | Ptn | DV | DT | +/− | Kwalificatie                     |   | SLO | NED | RUS | BLR |
| --- | ----------- | --- | - | - | - | --- | -- | -- | --- | -------------------------------- | - | --- | --- | --- | --- |
| 1   | Slovenië    | 3   | 1 | 2 | 0 | 5   | 6  | 4  | +2  | Geplaatst voor het hoofdtoernooi |   | —   | 1–1 | 3–3 | 2–0 |
| 2   | Nederland   | 3   | 1 | 2 | 0 | 5   | 3  | 2  | +1  |                                  |   | —   | —   | 2–1 | 0–0 |
| 3   | Rusland     | 3   | 0 | 2 | 1 | 2   | 6  | 7  | −1  |                                  | — | —   | —   | 2–2 |     |
| 4   | Wit-Rusland | 3   | 0 | 2 | 1 | 2   | 2  | 4  | −2  |                                  | — | —   | —   | —   |     |

### Groep 3
De wedstrijden vonden plaats tussen 23 mei en 28 mei 2009 in Portugal.
| Pos | Team        | Wed | W | G | V | Ptn | DV | DT | +/− | Kwalificatie                     |   | TUR | POR | DEN | GRE |
| --- | ----------- | --- | - | - | - | --- | -- | -- | --- | -------------------------------- | - | --- | --- | --- | --- |
| 1   | Turkije     | 3   | 3 | 0 | 0 | 9   | 7  | 1  | +6  | Geplaatst voor het hoofdtoernooi |   | —   | 4–0 | 1–0 | 2–1 |
| 2   | Portugal    | 3   | 2 | 0 | 1 | 6   | 4  | 4  | 0   |                                  |   | —   | —   | 3–0 | 1–0 |
| 3   | Denemarken  | 3   | 1 | 0 | 2 | 3   | 1  | 4  | −3  |                                  | — | —   | —   | 1–0 |     |
| 4   | Griekenland | 3   | 0 | 0 | 3 | 0   | 1  | 4  | −3  |                                  | — | —   | —   | —   |     |

### Groep 4
De wedstrijden vonden plaats tussen 5 juni en 10 juni 2009 in België.
| Pos | Team        | Wed | W | G | V | Ptn | DV | DT | +/− | Kwalificatie                     |   | SUI | BEL | IRL | SWE |
| --- | ----------- | --- | - | - | - | --- | -- | -- | --- | -------------------------------- | - | --- | --- | --- | --- |
| 1   | Zwitserland | 3   | 2 | 1 | 0 | 7   | 10 | 3  | +7  | Geplaatst voor het hoofdtoernooi |   | —   | 1–1 | 6–1 | 3–1 |
| 2   | België      | 3   | 2 | 1 | 0 | 7   | 7  | 1  | +6  |                                  |   | —   | —   | 1–0 | 5–0 |
| 3   | Ierland     | 3   | 1 | 0 | 2 | 3   | 3  | 8  | −5  |                                  | — | —   | —   | 2–1 |     |
| 4   | Zweden      | 3   | 0 | 0 | 3 | 0   | 2  | 10 | −8  |                                  | — | —   | —   | —   |     |

### Groep 5
De wedstrijden vonden plaats tussen 18 mei en 23 mei 2009 in Frankrijk.
| Pos | Team      | Wed | W | G | V | Ptn | DV | DT | +/− | Kwalificatie                     |   | FRA | NOR | ROM | LAT |
| --- | --------- | --- | - | - | - | --- | -- | -- | --- | -------------------------------- | - | --- | --- | --- | --- |
| 1   | Frankrijk | 3   | 2 | 0 | 1 | 6   | 8  | 3  | +5  | Geplaatst voor het hoofdtoernooi |   | —   | 1–2 | 3–0 | 4–1 |
| 2   | Noorwegen | 3   | 1 | 2 | 0 | 5   | 3  | 2  | +1  |                                  |   | —   | —   | 1–1 | 0–0 |
| 3   | Roemenië  | 3   | 1 | 1 | 1 | 4   | 3  | 4  | −1  |                                  | — | —   | —   | 2–0 |     |
| 4   | Letland   | 3   | 0 | 1 | 2 | 1   | 1  | 6  | −5  |                                  | — | —   | —   | —   |     |

### Groep 6
De wedstrijden vonden plaats tussen 27 mei en 1 juni 2009 in Engeland.
| Pos | Team                  | Wed | W | G | V | Ptn | DV | DT | +/− | Kwalificatie                     |   | ENG | SCO | SVK | BIH |
| --- | --------------------- | --- | - | - | - | --- | -- | -- | --- | -------------------------------- | - | --- | --- | --- | --- |
| 1   | Engeland              | 3   | 3 | 0 | 0 | 9   | 8  | 2  | +6  | Geplaatst voor het hoofdtoernooi |   | —   | 2–1 | 4–1 | 2–0 |
| 2   | Schotland             | 3   | 2 | 0 | 1 | 6   | 6  | 3  | +3  |                                  |   | —   | —   | 2–1 | 3–0 |
| 3   | Slowakije             | 3   | 1 | 0 | 2 | 3   | 3  | 6  | −3  |                                  | — | —   | —   | 1–0 |     |
| 4   | Bosnië en Herzegovina | 3   | 0 | 0 | 3 | 0   | 0  | 6  | −6  |                                  | — | —   | —   | —   |     |

### Groep 7
De wedstrijden vonden plaats tussen 21 mei en 26 mei 2009 in Estland.
| Pos | Team      | Wed | W | G | V | Ptn | DV | DT | +/− | Kwalificatie                     |   | ESP | GER | CZE | EST |
| --- | --------- | --- | - | - | - | --- | -- | -- | --- | -------------------------------- | - | --- | --- | --- | --- |
| 1   | Spanje    | 3   | 3 | 0 | 0 | 9   | 9  | 1  | +8  | Geplaatst voor het hoofdtoernooi |   | —   | 1–0 | 5–1 | 3–0 |
| 2   | Duitsland | 3   | 2 | 0 | 1 | 6   | 6  | 1  | +5  |                                  |   | —   | —   | 1–0 | 5–0 |
| 3   | Tsjechië  | 3   | 1 | 0 | 2 | 3   | 6  | 7  | −1  |                                  | — | —   | —   | 5–1 |     |
| 4   | Estland   | 3   | 0 | 0 | 3 | 0   | 1  | 13 | −12 |                                  | — | —   | —   | —   |     |